# Odette de Champdivers

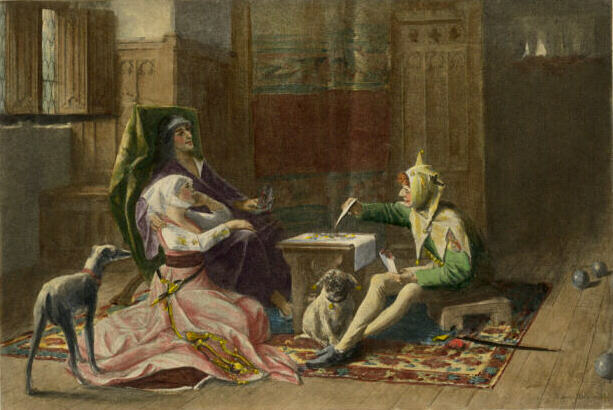
Odette de Champdivers aan de schoot van Karel VI op het schilderij "Karel VI" van Albrecht De Vriendt.

Odette de Champdivers (rond 1390 - rond 1425) was de belangrijkste maîtresse van de Franse koning Karel de Waanzinnige, en voordien een maîtresse van diens broer, Lodewijk van Orléans. Ze stond destijds ook onder de bijnaam la petite reine ("de kleine koningin") bekend.
Naargelang de bron was Odette de Champdivers een dochter van de stalmeester aan het hof van Karel VI, Odin of Oudin, dan wel een dochter van de hofmeester Guyot de Champdivers.
Koningin Isabella, de echtgenote van de schizofrene en daardoor vaak gewelddadige Karel VI, stond maar al te graag toe dat Odette de Champdivers in haar plaats het bed deelde met de koning. Volgens sommige bronnen was het zelfs Isabella zelf die Odette op het koninklijke hof had binnengebracht, in het jaar 1405 of 1406. Volgens andere bronnen daarentegen was het de Bourgondische hertog Jan zonder Vrees die haar aan de koning had geschonken, met als doel zich van een pro-Bourgondische invloed op de koning te verzekeren.
Odette de Champdivers werd door tijdgenoten als een levendige, mooie en vriendelijke jonge vrouw beschreven, die zich belangeloos en met veel liefde en geduld aan haar koning toewijdde. Ze baarde de koning één kind: Marguerite de Valois (1407-1458).
Ze verschijnt onder andere in de romans Isabel de Bavière van Alexandre Dumas en Het woud der verwachting van Hella Haasse.